# Núria Salán Ballesteros
Núria Salán Ballesteros (Barcelona, 1963) és una enginyera química catalana, doctora en ciència dels materials i enginyeria metal·lúrgica, professora de la Universitat Politècnica de Catalunya i sotsdirectora de Promoció Institucional i Estudiantat de l'Escola Superior d'Enginyeries Industrial, Aeroespacial i Audiovisual de Terrassa. És vicepresidenta de la Societat Catalana de Tecnologia, entitat que va presidir de 2016 a 2025.

## Biografia
Tot i haver nascut a Barcelona, ha viscut a Sant Boi de Llobregat tota la seva vida. Va estudiar Ciències Químiques a la Universitat de Barcelona, especialitzant-se en metal·lúrgia. És doctora en ciència de materials i enginyeria metal·lúrgica per la UPC, amb la tesi Evolución microestructural de aceros inoxidables austeno-ferríticos sometidos a tratamientos térmicos y termomecánicos.
És investigadora de la UPC des de 1991 i el 1997 va incorporar-se, com a professora, al Departament de Ciència dels materials i Enginyeria metal·lúrgica, de l'Escola Superior d'Enginyeries Industrial, Aeroespacial i Audiovisual de Terrassa, on és sotsdirectora de Promoció institucional i estudiantat  des de 2015. Ha estat presidenta de la Societat Catalana de Tecnologia, des de 2016 fins a 2025.
Com a investigadora, ha participat en més de 25 projectes de recerca, col·laborant amb empreses o organismes nacionals i internacionals, té dues patents, i ha publicat més de 50 articles de recerca en l'àmbit dels acers inoxidables, metall dur, recobriments tècnics, etc. En Innovació Docent, va ser impulsora i Coordinadora Acadèmica del projecte RIMA (Recerca i Innovació de Metodologies d'Aprenentatge), de l'ICE de la UPC, que agrupava col·lectius temàtics vinculats al desenvolupament i implantació de competències genèriques en estudis tècnics, o metodologies de treball i/o aprenentatge. Ha participat en nombrosos projectes d'innovació docent, dels quals sis han rebut el reconeixement de la UPC (Premi UPC a la Qualitat en Docència Universitària, modalitat "Premi a la Iniciativa Docent"), i en quatre ocasions han estat guardonats amb la Distinció Vicens Vives de la Generalitat de Catalunya per projectes relacionats aprenentatge amb recursos multimèdia o el projecte Inspire3.
També ha participat activament en la promoció de la dona en les carreres tècniques. L'any 2000 va ser secretària del I Congreso Nacional de las Mujeres y la Ingeniería a Terrassa. També ha col·laborat a totes les edicions del Programa Dona de la UPC per apropar els estudis tecnològics a les estudiants de secundària, i també va impulsar la creació, des del curs 2013-2014, del programa de mentoria M2m per a alumnes d'enginyeria de doctorat i màster.
El juny de 2011 va ser nomenada Coordinadora Acadèmica del Programa de Gènere de la UPC, des d'on es van impulsar i implementar els successius Plans d'Igualtat d'Oportunitats de la UPC. Ha participat activament en l'organització de les edicions de 2019, 2021 i 2023 del Congrés Dones, Ciència i Tecnologia (WSCITECH, de l'anglès Women, Science, Technology).
L'any 2017 va rebre el Premio Mujer y Tecnología de la Fundació Orange, per la seva tasca divulgadora i apropadora de la tecnologia a la societat en general i a les dones i noies en particular. Va ser presentadora del programa «L'enginy (in)visible» a Fibracat TV, un programa de divulgació que presentava el paper de les dones en la història de la ciència i la tecnologia i els seus descobriments o aportacions que han fet progressar la humanitat. Ha col·laborat en totes les edicions del projecte Aquí STEAM de la UPC. El 2021 va rebre el premi Gaudí Gresol a la Notorietat i l'Excel·lència.
El 2022 va rebre el premi Dualiza-Educaweb en la categoria Professionals per l'impuls del programa "L'enginy (in)visible". El 2022 va rebre el premi UPC a la Qualitat en la Docència Universitària ex-aequo. També al 2022 va ser guardonada amb el premi SOCIEMAT a la difusió i educació científica en materials. Aquest premi es lliura cada dos anys i valora la tasca desenvolupada en innovació en l'ensenyament i/o activitats de divulgació social de la Ciència i Tecnologia de Materials.
Núria Salán apareix al llibre Gegants (amb denominació d'origen santboiana), d'Amadeu Alemany. L'any 2023, Núria Salán va ser el Capgròs de l'any de Terrassa.

## Obra
A més a més de la seva tasca docent i d'investigació, Núria Salán ha publicat o col·laborat en diversos llibres tècnics:
- Guía de actividades docentes para la formación en integración e igualdad de oportunidades por razón de discapacidad en las enseñanzas técnicas: accesibilidad universal y diseño para todos, UPC, 2010[29]
- Guia per a l'avaluació de les competències en els laboratoris de ciències i tecnologia, AQU, 2009[30]
- Tecnologia del Proceso y Transformación de Materiales, Edicions UPC, 2005[31]
- Fractura de los materiales, Edicions UPC, 2002[32]
- Materiales en Ingeniería: Problemas Resueltos, Edicions UPC, 2002.[33]

A partir del 2011 va començar a publicar també fora de l'àmbit científic amb El curs de gestió de l'estrès, que seria guardonat amb el primer premi del Concurs de Relats Breus de Sant Joan Despí, l'any 2011 (valorat per la seva qualitat, per l'ús del llenguatge no sexista i la no utilització d'estereotips), i amb El sabàtic, guanyador del mateix premi l'any 2013. L'any 2012 va publicar la novel·la Quedem divendres?.
Ha traduït l'obra Des de la meva realitat, de Joan Massip (traducció del castellà al català), i al castellà el llibre de William D. Callister, Jr. Ciencia e Ingenieria de Materiales, juntament amb Pere Molera Solà. Ha col·laborat amb Joan Massip en l'elaboració de l'obra Pequeñas historias para ti, i també en la redacció del llibre de Guillem Gómez titulat Francesc Calvet, el pagès que va triomfar al Barça.